# Thomas Schelling
 (novembre 2014).
Si vous disposez d'ouvrages ou d'articles de référence ou si vous connaissez des sites web de qualité traitant du thème abordé ici, merci de compléter l'article en donnant les références utiles à sa vérifiabilité et en les liant à la section « Notes et références ».
Pour les articles homonymes, voir Schelling.
Thomas Crombie Schelling (né le 14 avril 1921 à Oakland (Californie) et mort le 13 décembre 2016 à Bethesda (Maryland)) est un économiste américain, ainsi qu'un professeur de politique étrangère, de sécurité nationale, de stratégie nucléaire et de contrôle des armes à la School of Public Policy de l'université du Maryland à College Park.
Il est co-lauréat avec Robert Aumann du Prix de la Banque de Suède en 2005 « pour avoir fait progresser notre compréhension des conflits et de la coopération par le biais d'analyses utilisant la théorie des jeux ».
Il est connu pour avoir notamment théorisé la « diplomatie de la violence » qui consiste à coupler toute menace de représailles ou d’interdiction avec la promesse de retenue si l’agresseur abandonne ses ambitions, en particulier dans le domaine de la stratégie nucléaire.

## Biographie
Thomas C. Schelling est le fils de John M. Schelling né le 15 avril 1884, Capitaine de vaisseau à la retraite, décédé le 5 avril 1972 et de Zelda Ayres, née le 5 septembre 1912 décédée en 1994.
« Crombie », son second prénom, est le nom de famille de sa grand-mère maternelle, Nancy Crombie.
Il a un frère aîné, Robert A. Schelling, né le 23 mai 1917, et une sœur cadette, Nancy Schelling, née le 5 décembre 1922 et mariée à l'économiste Robert E. Dorfman.
Thomas Schelling est divorcé de Corrine T. Saposs, épousée le 15 septembre 1947 et dont il a eu quatre fils : Andrew, Thomas, Daniel et Robert, et remarié en 1991 à Alice Coleman Berger, née en Pologne le 16 juillet 1932  de Zygmunt Modzelewski dit Roman Berger et de Jadwiga Eva née Hechtkopf, et divorcée du médecin Roy M. Coleman dont elle a eu deux enfants, David Daniel Coleman et Robert Berger Coleman.
Thomas Schelling a reçu sa licence en sciences économiques (BSc. Econ.) de l'université de Californie à Berkeley en 1944 et son doctorat (Ph.D.) en économie de l'université Harvard en 1951.
Au début de sa carrière, en 1945, tout en préparant son doctorat, il est entré au Federal Budget Bureau. Puis, en 1948, il a travaillé à Paris avec l'ambassadeur Averell Harriman pour la mise en œuvre du plan Marshall, pour le suivre ensuite à la Maison-Blanche pour faire partie de son équipe chargée du commerce international.
Thomas Schelling obtint son premier poste de professeur à Yale, puis il passa à l'université Harvard, pour y tenir pendant vingt ans la chaire Lucius N. Littauer d'économie politique à la John F. Kennedy School of Government.
En 1958 Thomas Schelling fut recruté par la RAND Corporation pour réfléchir sur la stratégie avec des intellectuels tels que Herman Kahn et Albert Wohlstetter en appliquant la théorie des jeux inventée par John von Neumann et Oskar Morgenstern. C'est là qu'il fit la connaissance de Robert Aumann.
Il a fait partie de l'équipe d'Albert Wohlstetter, alors assistant de Paul Nitze, aux négociations de Genève sur le contrôle des armements.
Thomas Schelling a également participé à entretenir un débat sur le « réchauffement de l'atmosphère », dans la lignée de sa remise en perspective par les économistes, rappelant que les prescriptions politiques qu'on prétend en tirer n'en découlent pas nécessairement. À ce titre, il a été l'un des experts du Consensus de Copenhague inspiré par Bjørn Lomborg.
C'est dans ce domaine que, de 1994 à 1999, il a publié des recherches à l'IIASA (en) de Laxenbourg, en Autriche.

## Principaux travaux
Le livre le plus célèbre de Schelling, The Strategy of Conflict (La Stratégie du conflit, PUF), a ouvert la voie à l'étude des paris et du comportement stratégique. On l'a cité parmi les 100 ouvrages qui ont "le plus influencé" la pensée occidentale après la Seconde Guerre mondiale.[réf. nécessaire]
Il concevait la guerre essentiellement comme une forme de négociation appuyée sur l'emploi de la force[réf. nécessaire]. Il y a, disait-il, 
« des ressemblances qui nous éclairent entre, disons, manœuvrer dans une guerre limitée et changer de file dans un embouteillage, dissuader les Russes et menacer de punir ses propres enfants… l'équilibre moderne de la terreur et l'antique institution des otages. »
On voit que l'auteur a toujours cherché à ancrer ses raisonnements dans la réalité de l'action concrète[réf. nécessaire], ce qu'il développera dans Micromotives and Macrobehavior (New York, Norton, 1978, trad. française : La Tyrannie des petites décisions, Paris, PUF, 1980).

### LePoint focal
C'est dans ce livre qu'il présente pour la première fois la notion de Point focal, aussi appelé Point de Schelling. Le "Point focal" est, en théorie des jeux, une solution à laquelle les participants à un jeu qui ne peuvent pas communiquer entre eux auront tendance à se rallier, parce qu'elle leur semble présenter une caractéristique qui la fera choisir aussi par l'autre. 
Thomas Schelling donne l'exemple de deux personnes qui se séparent en ayant oublié de se donner rendez-vous. Où ont-elles le plus de chances de se retrouver, chacune connaissant ses propres préoccupations, ce que l'autre en sait, et celles de l'autre ? À l'époque où il a inventé la notion, le Point focal des étudiants était la gare principale ; et celui des non étudiants, la poste centrale. 
La notion s'applique aussi aux participants à un conflit chacun ayant des buts de guerre et des limites à ne pas dépasser et pouvant imaginer celles de l'autre. En l'absence de communication, elles peuvent se retrouver sur certains modes de belligérance tout en évitant les autres. 
Thomas Schelling a publié la suite de ses analyses rationnelles des conflits dans Arms and Influence (1966).

### Le conseiller stratégique
À partir de 1964 il avait donné son avis sur la politique d'escalade et de bombardement de la guerre du Viêt Nam, par l'intermédiaire de John McNaughton son collègue de Harvard qu'il avait connu à Paris, et qu'il avait contribué à faire nommer sous-secrétaire à la Défense pour les affaires de sécurité nationale et plus proche conseiller du ministre Robert McNamara. 
La menace d'une parité nucléaire entre les États-Unis et l'URSS avait remis en cause la stratégie du président Eisenhower de « représailles nucléaires massives » contre l'URSS en cas d'invasion de l'Europe, et Thomas Schelling avait imaginé de renforcer la crédibilité de la menace en prévoyant des frappes d'avertissement « faisant souffrir les civils et menaçant d'en faire souffrir davantage », ce qu'on a appelé la Riposte graduée. 
La question se posait de convaincre le République démocratique du Viêt Nam de cesser ses attaques contre le Sud, et on avait d'abord imaginé une campagne de bombardements ; l'expertise de Thomas Schelling consista à recommander l'emploi de la plus grande force dès le début, et d'arrêter rapidement en cas d'échec. Dès mars 1964, McNaughton faisait connaître cet échec au président Johnson mais celui-ci choisit l'escalade.

### La théorie de la ségrégation non voulue
En 1971, dans le Journal of Mathematical Sociology (pp. 143-186), il publie « Dynamic Models of Segregation » ("modèles dynamiques de ségrégation"), article qui traite de la dynamique du partage de l'espace entre les « races », et qui sera particulièrement cité. 
À la suite des travaux de Morton Grodzins, créateur de l'expression tipping point au début des années 60, il démontre rationnellement à quelles conditions un quartier où les races sont mélangées peut devenir ségrégé même si ce n'est pas ce que souhaitaient ses habitants : si chacun admet, voire souhaite, un voisinage différent de lui mais « pas trop » sinon il quitte le quartier, le résultat final dépendra de la proportion de départ et de ce dernier seuil. Schelling montre, en appliquant la théorie des jeux, qu'à raison de cette tolérance limitée, le quartier peut se retrouver dans deux situations stables possibles : une de ségrégation pure ou une où les deux couleurs restent mélangées.
On a pu étendre cette théorie de l'évolution spontanée des groupes mixtes à partir de préférences faibles à toutes sortes de traits personnels, qu'il s'agisse de l'âge, du sexe, de la langue, de l'orientation sexuelle, de la religion, etc. Il suffit que les conditions initiales s'y prêtent pour que les groupes s'organisent d'une manière non voulue au départ. 
Des simulations sur ordinateurs représentent aujourd'hui ce genre de systèmes interactifs : ceux-ci se distinguent des modèles dits d'« équilibre » en ce qu'ils mettent en œuvre des automates cellulaires, où on introduit dans le modèle les règles de comportement d'acteurs individuels, et où on découvre les différents états du système auxquels ces règles conduisent au bout d'un certain nombre d'interactions.

### Approche critique de la théorie des jeux et des mathématiques
Thomas Schelling a exploré les possibilités qu'offraient des formes abstraites de raisonnement comme la théorie des jeux, pour mettre en lumière des problèmes concrets rencontrés par les États, les organisations, et les individus. Il a encouragé les gens à penser la stratégie comme un outil pour négocier, et il a mis en évidence les terribles paradoxes de l'âge nucléaire. Mais il a explicitement rejeté  les solutions mathématiques et a touché à un éventail de disciplines différentes, abandonnant donc toute tentative de développer une théorie générale et pure de la stratégie par la théorie des jeux et l'équilibre de Nash.
L'historien et philosophe Philip Mirowski a considéré le rationalisme non-coopératif de Nash insuffisant, mais a aussi trouvé le modèle d'analyse plus ludique et allusif de Schelling exaspérant, à cause de son manque de rigueur. Schelling évitait les formes restrictives de la théorie des jeux et les mathématiques exigeants de Nash, afin de faire des réflexions paradoxales sur la "communication sans communication" et la "rationalité sans rationalité". Mirowski a minimisé l'importance de Schelling comme théoricien, et sa compréhension des limites des théories formelles lorsqu'il s'agit de modéliser des comportements et des attentes. "On ne peut pas davantage, sans preuve empirique", observait Schelling, "déduire quelles compréhensions peuvent être perçues dans un jeu de manœuvre à somme non-nulle qu'on ne peut prouver, par une déduction purement formelle, qu'une blague particulière est forcément drôle". Cependant, Schelling avait beaucoup plus d’admirateurs que d'imitateurs, tandis que Nash et son « équilibre » sont devenus un classique. 